# Pteroptrix aethiopica
Pteroptrix aethiopica är en stekelart som först beskrevs av Annecke 1964.  Pteroptrix aethiopica ingår i släktet Pteroptrix och familjen växtlussteklar. Inga underarter finns listade i Catalogue of Life.